# Ponte Lema
Ponte Lema es una aldea española situada en la parroquia de Lema, del municipio de Arzúa, en la provincia de La Coruña, Galicia.

## Demografía
| Gráfica de evolución demográfica de Ponte Lema entre 2000 y 2018 |
|                                                                  |
| Datos según el nomenclátor publicado por el INE.                 |